# Chien aboyant à la lune
Chien aboyant à la lune (en catalan Gos bordant a la lluna) est un tableau réalisé par le peintre espagnol Joan Miró en 1926. Cette huile sur toile représente une échelle, un chien et un croissant de lune. Elle est conservée au Philadelphia Museum of Art, à Philadelphie.

## Expositions
- Miró : La couleur de mes rêves, Grand Palais, Paris, 2018-2019 — n°29.